# Рэдучою, Флорин
Флори́н Вале́риу Рэдучо́ю (рум. Florin Valeriu Răducioiu; 17 марта 1970, Бухарест, Румыния) — румынский футболист, игравший на позиции полузащитника и нападающего. Игрок сборной Румынии.

## Клубная карьера
Флорин Рэдучою начинал свою профессиональную карьеру футболиста в бухарестском «Динамо», будучи его воспитанником. Во многом он обязан тренеру Мирче Луческу, давшему ему проявить себя на высшем уровне в возрасте 17 лет.
В сезоне 1988/89 Рэдучою стал игроком основного состава команды Луческу. Он ярко проявил себя на европейской арене, дойдя вместе с командой до четвертьфинала Кубка кубков УЕФА 1988/89, где «Динамо» уступило итальянской «Сампдории» по сумме двух матчей за счёт гола на чужом поле. Сезон 1989/90 стал лучшим для Рэдучою в Румынии: он выиграл с «Динамо» чемпионат и национальный кубок, в финале которого он сделал хет-трик в ворота Стяуа, а также достиг с командой полуфинала Кубка кубков УЕФА 1989/90, в котором «Динамо» уступило бельгийскому «Андерлехту».
В 1990 году Флорин Рэдучою перешёл в клуб итальянской Серии А «Бари». 16 сентября того же года он забил свой первый гол в итальянском чемпионате, сравняв счёт в домашнем поединке против «Торино». Следующий сезон Рэдучою провёл в другом клубе Серии А «Эллас Верона». В 1992 году он перешёл в команду «Брешиа», за которую в чемпионате 1992/93 забил 13 голов, в том числе отметившись дублями в ворота «Дженоа», «Аталанты» и «Удинезе». Сезон 1993/94 Рэдучою провёл за «Милан», проведя за него лишь 7 матчей и забив лишь дважды в Серии А. В 1994 году он перешёл в испанский «Эспаньол».
После чемпионата Европы 1996 года, на котором Рэдучою забил единственный гол своей команды на турнире, тренер Гарри Реднапп пригласил его в свой «Вест Хэм Юнайтед». Наиболее известным эпизодом в его карьере в Англии стал гол в ворота «Манчестер Юнайтед» после критики Гарри Реднаппа за его поход за покупками вместе с женой в универмаг Harvey Nichols в день до игры, которую Рэдучою не принял. В Англии он не смог показать свою игру и вернулся в 1997 году в «Эспаньол». 9 февраля 1997 года его два гола с пенальти принесли «Эспаньолу» победу со счётом 2:0 в дерби с «Барселоной». Сезон 1997/98 румын провёл в немецком «Штутгарте». В 1998 году Рэдучою возвратился в «Брешиа», где отыграл следующие 2 сезона в Серии B. В 2000—2002 годах он выступал за французский «Монако», забив лишь дважды в Лиге 1. Заканчивал Рэдучою карьеру игрока в скромном французском «Кретее».
Рэдучою — один из трёх профессиональных футболистов (наряду с Кристианом Поульсеном и Стеваном Йоветичем), поигравших во всех чемпионатах традиционной европейской топ-пятёрки (Испания, Италия, Германия, Англия и Франция) и один из двух (наряду с Йоветичем), забивавших в каждом из них.

## Карьера в сборной
25 апреля 1990 года Рэдучою дебютировал за сборную Румынии, выйдя в основном составе товарищеском матче со сборную Израиля и будучи заменён после 58 минут на поле. Также он впервые появился на поле в игре мирового первенства в поединке против команды СССР в возрасте 20 лет. На этом Чемпионате мира 1990 года в Италии Рэдучою провёл три матча, но отметиться забитыми голами не сумел. 5 декабря того же года он всё же отличился первым забитым мячом за национальную команду, поучаствовав в разгроме Сан-Марино со счётом 6:0 в рамках квалификации Чемпионат Европы по футболу 1992 года.
1993 год вышел для Рэдучою сверхрезультативным в национальной команде. 2 июня он отметился дублем в ворота сборной Чехословакии, что однако не спасло Румынию от гостевого крупного поражения со счётом 2:5. А 8 сентября Рэдучою сделал покер в ворота сборной Фарерских островов, забив все 4 гола своей команды в этом гостевом поединке.
На Чемпионате мира 1994 года в США Рэдучою отметился дублем в матче группового этапа против сборной Колумбии. В четвертьфинале этого турнира румыны играли со шведами, где Рэдучою сумел сравнять счёт на 88-й минуте и тем самым перевести встречу в дополнительное время, в котором его гол на 101-й минуте и вовсе вывел румын вперёд. Но спустя 14 минут шведы, игравшие в меньшинстве, сумели восстановить равновесие в счёте и довести игру до серии пенальти. Рэдучою забил первый одиннадцатиметровый удар своей команды при промахе соперника в аналогичной попытке, но в итоге румыны всё же уступили.
На Чемпионате Европы 1996 года в Англии сборная Румынии проиграла все свои три матча, а Рэдучою забил единственный гол своей команды на этом турнире, сравняв счёт в поединке с испанцами. Эта игра стала последней для него в национальной команде.

## Достижения

### Командные
«Динамо» (Бухарест)
- Чемпион Румынии: 1989/90
- Обладатель Кубка Румынии (2): 1985/86, 1989/90

«Милан»
- Чемпион Италии: 1993/94
- Обладатель Суперкубка Италии: 1993
- Победитель Лиги чемпионов УЕФА: 1993/94

### Личные
- Рекордсмен сборной Румынии по количеству голов на чемпионатах мира: 4 гола
- Почётный гражданин Бухареста: 1994[17]
- Орден «За спортивные заслуги» III степени I типа: 2008[18]